# Beraea tschundra
Beraea tschundra är en nattsländeart som beskrevs av Malicky 1977. Beraea tschundra ingår i släktet Beraea och familjen sandrörsnattsländor. Inga underarter finns listade i Catalogue of Life.